# Francolí gris
El francolí gris (Francolinus pondicerianus) és una espècie d'ocell de la família dels fasiànids (Phasianidae) que habita zones obertes, matolls i conreus de cereals des del sud-est de l'Iran i nord-est d'Aràbia, a través del sud de l'Afganistan i Pakistan fins a l'Índia i Sri Lanka. S'ha introduït a mols indrest, com ara les Seychelles i Hawaii.